# Rivière Chipoudy
Pour les articles homonymes, voir Chipoudy.
La Chipoudy est une rivière du Nouveau-Brunswick. Elle coule dans le comté d'Albert. Elle prend sa source entre les collines calédoniennes et le Cap Enragé et suit un trajet sud-ouest/nord-est dans le marais de Chipoudy. Elle s'élargit ensuite (faisant plus de 600 mètres à l'embouchure), se dirige en direction sud-est, fait plusieurs méandres serrés et se déverse dans la baie de Chipoudy. Les communautés se trouvant le long de ses berges sont, d'amont en aval, Germantown, Midway, Beaver Brook, Derrys Corner, Riverside-Albert et Harvey Bank.